# Ініго Велез де Гевара-і-Тассіс
Ініго Велез де Гевара-і-Тассіс (ісп. Íñigo Vélez de Guevara y Tassis; нар. 1566 — пом. 31 жовтня 1644) — державний діяч, дипломат Іспанії, 5-й граф-консорт Он'яте.

## Життєпис
Походив зі шляхетського роду Велез де Гевара. Син Педро Велеза де Гевари і Марії де Тассіс. Народився 1566 року в маєтку Саліналас-де-Бурадон (провінція Алава, Баскія). Оженився на своїй родичці Велез-і-Орбея. У 1588 році після загибелі свого шварґа Ладрона Велеза успадкував право на титул графа Он'яте (за дружиною). Після смерті свого стриєчного брата Хуана де Тассіса-і-Перальта, успадкував титул графа Вільямедани.
Брав участь у військових походах в Нідерландах, де потрапив у полон. По поверненню висвячено у кавалери ордена Сант'яго, став виконувати дипломатичні доручення. Був послом Іспанії при дворі Карла-Емануїла I, герцога Савойського, представником в королівстві Угорщина.
У 1617 році призначений послом до Священної Римської імперії. Допомагав католицькій («іспанській») партії в Богемії для обрання королем Фердинанда Штирійського. також спряв укладанню договору між Іспанськими і Австрійськими Габсбургами, що врегульовував питання спадкування (так званий «договір Он'яте»). Це дозволило напередодні Тридцятилітньої війни Габсбургами поєднати зусилля проти протестантських князів Німеччини.
Завдяки дипломатичному хисту Ініго де Гевари вдалося запобігти участі Йоганна Георга I Веттіна, курфюрста Саксонії, на боці протестантів Богемії. Також сприяв допомозі Баварії в боротьбі проти протестантів Австрії та Пфальцу. В подальшому брав активну участь в створенні нових коаліцій проти Швеції та Данії. Сприяв у 1634 році поваленню Альбрехта Валленштейна, потім координації спільних дій іспанців і австрійців, що призвело до поразки шведів у битві при Нердлінгені. Завдяки особистим гарним стосункам сприяв з саксонським курфюрстом допоміг імператорові в укладанні Празького миру.
1638 року внаслідок інтриг при королівському дворі відізваний до Іспанії. Обіймав посади державного радника і голови Орденської ради. 1640 року отримав від короля Філіппа IV титул гранда. Помер в Мадриді 1644 року.

## Родина
Дружина — Каталіна (5 графиня Он'яте), донька Педро Велеза де Гевара, 3-й графа Он'яте
Діти:
- Педро (д/н—1614), 6-й граф Он'яте
- Хуан (д/н—1615), 7-й граф Он'яте
- Ініго (1597—1658), віце-король Неаполя, 8-й граф Он'яте
- Феліпе Еммануїл (д/н—1642)
- Белтран (д/н—1652), віце-король Сардинії
- Маріанна, дружина Педро Піментел-і-Манріке, 3-го маркиза де Віана.
- Марія, черниця
- Анжела, черниця
- Каталіна, черниця
- Анна Марія, дружина Бернардо де Сільва-Манріке, 2-го маркіза де ла Елізеда.